# .270 Winchester
.270 Winchester — охотничий патрон для нарезного оружия.

## История создания
Патрон .270 Winchester был разработан известной американской оружейной фирмой Винчестер в 1923 году и запущен в серийное производство в 1925 году. Фирма первоначально планировала приспособить под него одну из моделей своих магазинных карабинов (Winchester Model 54).
Перед конструкторами стояла задача — добиться максимальной дальности прямого выстрела при минимальной отдаче. При использовании патронов стандартного калибра 7,62 мм это было трудно достижимо, поскольку отдача получалась гораздо сильнее требуемой. Решение было найдено за счёт уменьшения калибра до 0,270 дюйма, то есть 7 мм. Разработчики решили не придумывать новую гильзу, а приспособить гильзу от широко использовавшегося в начале XX века армейского винтовочного патрона .30-06, обжимая её дульце.
В результате получился патрон, полностью соответствовавший поставленной задаче. Благодаря очень высокой начальной скорости (до 1000 м/с и даже больше) пуля патрона .270 Winchester приобрела исключительно настильную траекторию, что резко увеличило дальность прямого выстрела по сравнению с имевшимися в то время другими патронами, а отдача была столь же малой. Однако в первые десятилетия своего существования патрон не был широко известен. Настоящая международная популярность пришла к патрону .270 Winchester после Второй мировой. Сейчас это — один из наиболее широко употребимых в США и Европе патронов, хотя в России он пока известен относительно мало.

## Отличительные черты и применение
Патрон .270 Winchester оказался чрезвычайно удобен для охоты на мелкую и среднюю дичь, особенно в условиях, где требовалась стрельба на большие расстояния и высокая меткость оружия. Высокая настильность траектории пули позволяет вести эффективную стрельбу на 300—400 м.

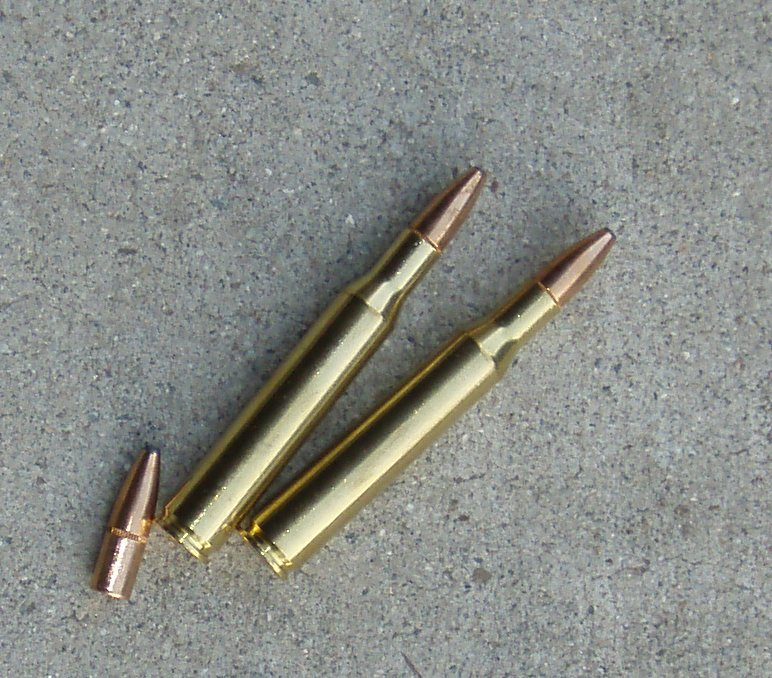

На близких дистанциях пули калибра .270 оказывают при попадании мощное фугасное действие. Это следует учитывать при стрельбе по мелкой дичи, тушу которой пуля может сильно порвать.
Патрон .270 Winchester очень популярен в США, где распространена охота на оленей. В Европе он также хорошо подходит для оленей, мелкого и среднего кабана, с лёгкой пулей — для косули и даже лисицы. Он также может применяться в Африке для стрельбы мелких и средних копытных. Но для более крупного зверя (лось и медведь в Европе и Северной Америке, зебры, гну и канны в Африке и вообще всякая дичь весом более 200 кг) убойная сила этого патрона недостаточна.
Очень хорош этот патрон для охоты в горах, при добыче серн, горных баранов и т. д., поскольку горная охота требует дальней и точной стрельбы, а размеры дичи полностью соответствуют возможностям патрона .270 Winchester.
Ещё одна немаловажная причина популярности данного патрона — его сравнительная дешевизна. Это делает его пригодным для спортивной стрельбы, когда расход патронов исчисляется десятками. В России цена одного патрона примерно 50—70 рублей.